# Doppelknopf

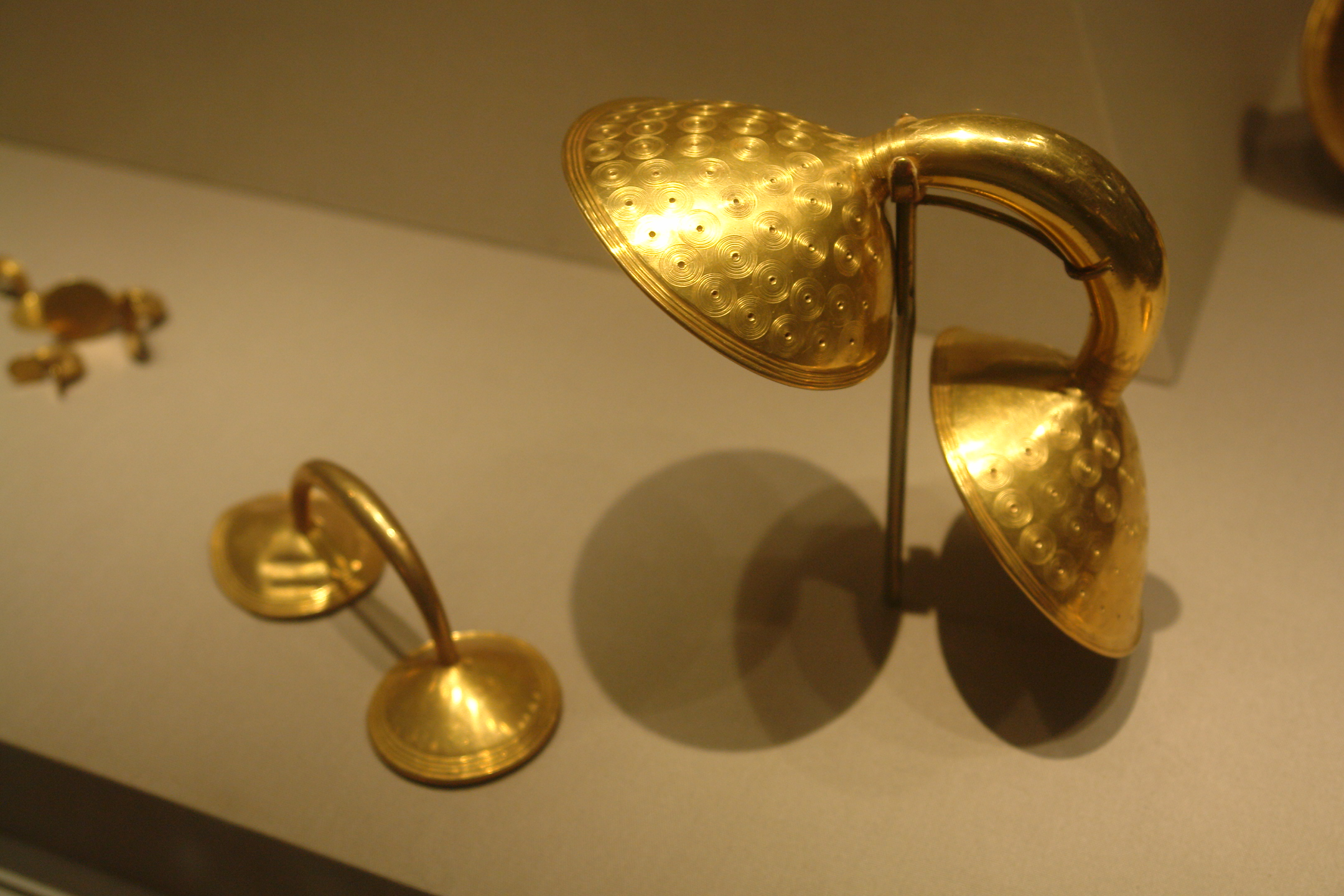
Doppelknopf von Clone

Der goldene Doppelknopf (engl. Dress-fastener) ist gemäß Almgren eine irische Adaptionen der nordeuropäischen Fibel.

## Bekannte Funde

### Insel Skye
Der auf der Isle of Skye gefundene, goldene Doppelknopf wurde wegen der großen konkaven, runden Enden als „Schalenverzierung“ oder „Kleiderverschluß“ bezeichnet, obwohl unbekannt ist, wie er getragen wurde. Obwohl der große Bogen darauf hindeutet, dass er zum Befestigen eines Kleidungsstücks oder Umhangs verwendet wurde, könnten er auch am Arm getragen worden sein. Diese Objekte waren (fast immer) aus Gold und stammen aus der Spätbronzezeit (1000–800 v. Chr.) Das Skye Objekt wiegt etwa 74 Gramm und ist 136 mm breit. Die Becher haben Durchmesser von etwa 50 mm.

### Irische Insel
In Irland wurden etwa 15 Doppelknöpfe gefunden, mit einer Anhäufung im Süden der Insel.

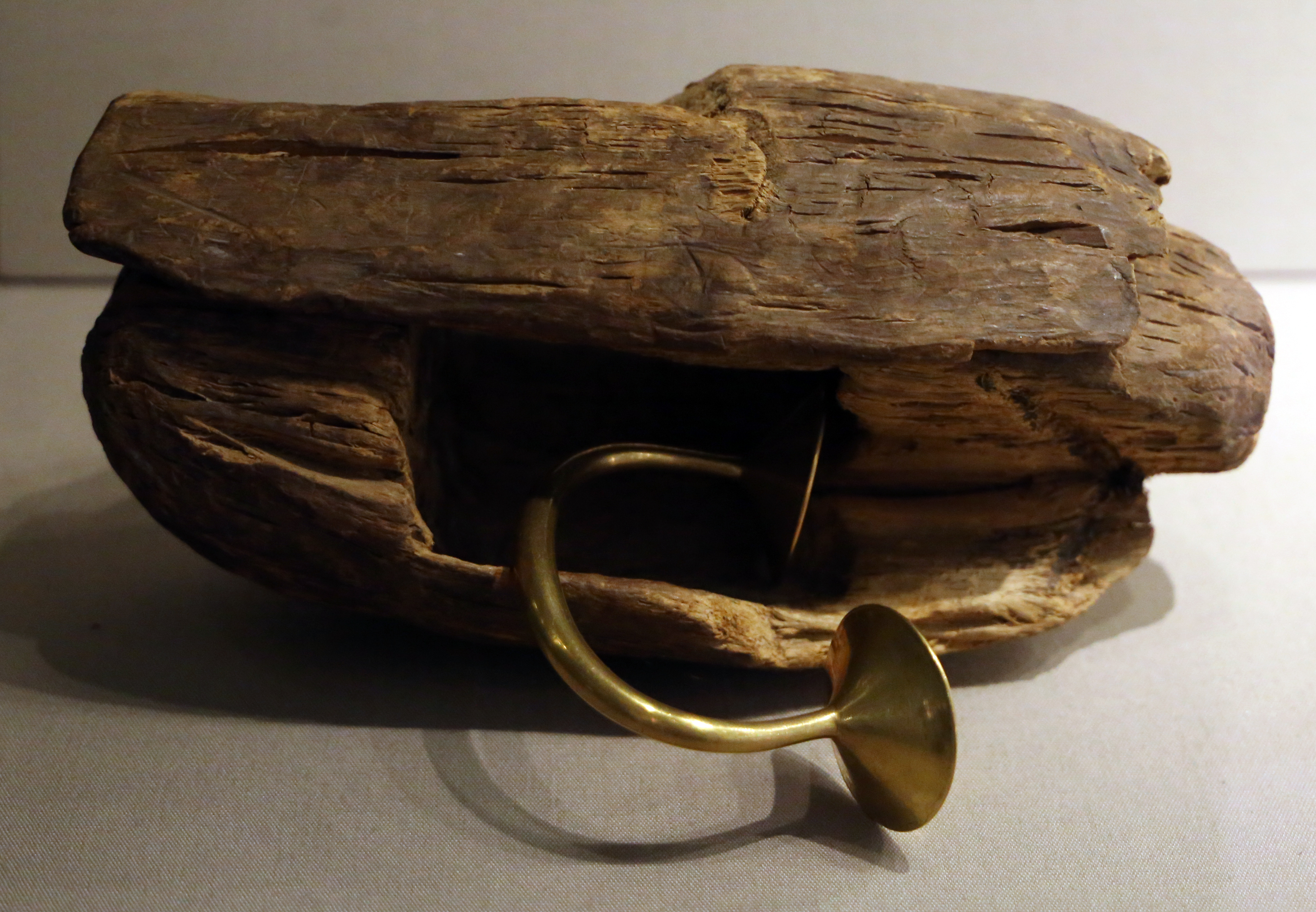
Doppelknopf mit Holzkiste von Killymoon Demesne, (980-800 BC) County Tyrone

1. Die spätbronzezeitlichen (900–700 v. Chr.) Doppelknöpfe des Schatzfundes von Ballinesker wurden während Erdarbeiten im County Wexford in Irland entdeckt. Der Schatz besteht aus zwei Doppelknöpfen, einem Armband, drei Ohrringen und dem Teil eines vierten. Die Doppelknöpfe und das Armband bestehen aus massivem Gold. Sie sind sehr gut gemacht, schmucklos und leicht poliert[1].
2. Der goldene Doppelknopf aus Clones (der einem Untertyp den Namen gab) im County Monaghan, stammt aus dem 8. Jahrhundert v. Chr. und ist mit vielen kleinen, runden eingravierten Formen dekoriert. Er hat eine Länge von 21,5 Zentimetern, ist aus reinem Gold und wiegt über 1000 Gramm. Er wurde wahrscheinlich für feierliche Anlässe genutzt. Er gehört in die Dowris-Phase der späten Bronzezeit und ist im Irischen Nationalmuseum zu sehen.
3. Zwei Doppelknöpfe wurden in der Killymmon Demesne (Domäne) im County Tyrone in Nordirland in einem aus einem Erlenholzblock geschnitzten Kästchen gefunden. Nachdem Radiokarbondaten darauf hindeuteten, dass eine vor der Zerstörung stehende Hügelgruppe aus dem 10. Jahrhundert v. Chr. stammte, wurde eine Ausgrabung vorgenommen. Die drei Hügel setzten sich aus alternierenden Schichten aus gebranntem Ton und Holzkohle zusammen. Von den Hügeln ging eine Ascheschicht aus, auf der Holzkohle und verkohlte Gerste lag. Neben den goldenen Doppelknöpfe wurde eine Bronzemedaille, Mahlsteine, ein Tüllenbeil, Steinperlen, Spinnwirtel, Stoff, Wolle und Haare (einige davon menschlich) und eine erhebliche Menge an grober zerscherbter Keramik gefunden. Unter der obersten Torfschicht, über der die Asche lag, lag ein Ost-West orientiertes einen Meter breites Band aus Holzpfählen.
4. Ein ungewöhnlich geformter Bronzeknopf aus der irischen Spätlatènezeit (600 v. Chr.) war schnittverziert und mit Emaille gefüllt.

### Europäisches Festland
In Blender westlich von Verden in Niedersachsen wurde 1936 beim Sandgraben der bedeutendste Goldfund Niedersachsen in Form eines 475 g schweren 11 cm großen (zunächst als Goldring mit Trompetenende bezeichneten) Doppelknopfes gemacht. Das aus Irland stammende Stück ist einmalig auf dem Kontinent und lag in einem Harpstedter Rauhtopf.

## Andere Materialien
Bronzene Doppelknöpfe (dänisch Doppeltknapper) wurden z. B. in den Steinkisten im Egehøj, im Baumsarg der Frau von Skrydstrup, beide in Dänemark und auf dem Gräberfeld von Dragby in Schweden gefunden. Im Ganggrab von Lunden (Schweden) fand sich ein Doppelknopf aus Bernstein.